# Krummnußbaum
Krummnußbaum là một thị xã thuộc huyện Melk trong bang Niederösterreich.